# Bloodborne PSX
Bloodborne PSX es un videojuego de rol de acción de 2022 publicado por LWMedia como un demake de Bloodborne de FromSoftware. El juego fue desarrollado por Lilith 'b0tster' Walther y Corwyn Prichard. El juego utiliza un estilo artístico low poly muy inspirado en la PlayStation original.

## Jugabilidad
Bloodborne PSX se desarrolla en la ciudad de Yharnam y los jugadores pueden seguir la primera sección de Bloodborne hasta la lucha contra el enemigo Padre Gascoigne. El jugador asume el papel del Cazador que despierta en la ciudad de Yharnam y sigue la misma trama que Bloodborne.
El esquema de control original de Bloodborne fue rediseñado para emular el juego con un controlador de PS1, controlando notablemente el movimiento del personaje con un pad direccional e implementando un sistema de bloqueo del enemigo para adaptarse a la falta de sticks analógicos.

## Desarrollo y lanzamiento
Bloodborne PSX se inspiró en capturas de pantalla de maquetas de un demake de Bloodborne que Walther vio alrededor de 2015. El juego se desarrolló en un total de 13 meses, y Walther detuvo el desarrollo para terminar su otro juego, Arcus.

## Recepción
Bloodborne PSX recibió críticas generalmente positivas, con críticos elogiando el estilo artístico retro único del juego y las recreaciones fieles del medio original tanto en la jugabilidad como en el estilo artístico.
El juego resultó muy popular, con 100,000 descargas durante el primer día de lanzamiento en itch.io. Algunos atribuyeron esta gran popularidad a la falta de un Port de Bloodborne para PC.